# Bataille de Baugé
Pour les articles homonymes, voir Baugé (homonymie).
Guerre de Cent Ans
Batailles
Le 22 mars 1421, la bataille du Vieil-Baugé voit la défaite de l’armée anglaise du duc de Clarence (environ 3 000 hommes) face à l’armée franco-écossaise de Motier de la Fayette et du comte écossais John Stuart de Buchan. Cette bataille est la première défaite anglaise en bataille rangée depuis les débuts de la guerre de Cent Ans.

## Contexte
Le 21 mai 1420, le traité de Troyes déshérite pour ses « horribles crimes » le Dauphin Charles, futur Charles VII, toutefois ce traité n'eut jamais cours que dans les régions occupées par le roi d'Angleterre et le duc de Bourgogne.
Le 1er décembre 1420, Henri V fait une entrée triomphale dans Paris, en compagnie du duc de Bourgogne et de Charles VI. Il réunit le 6 décembre les États qui approuvent le traité de Troyes et fait bannir le Dauphin par arrêt du parlement (3 janvier 1421). Plus rien ne s’oppose à l’alliance des deux royaumes. Le roi d'Angleterre prend le chemin du retour auprès de ses sujets anglais, laissant son jeune frère Thomas, duc de Clarence, à la tête de l'armée d'occupation, avec pour mission de récupérer les territoires encore occupés par les Armagnacs et le Dauphin déshérité. 
De son côté le Dauphin Charles fait venir des mercenaires Écossais. En 1421, 5 000 à 6 000 Écossais débarquent à La Rochelle pour prêter main-forte aux Français. 

## Campagne précédant la bataille
Le plan du duc de Clarence est de procéder par la tactique qui a bien réussi aux armées anglaises depuis près d’un siècle : la chevauchée, avec un corps d’environ 3 000 hommes. Il passe à Pont-de-Gennes puis Luché, et campe le 20 mars, Vendredi Saint, à Beaufort. Du côté du Dauphin, les nobles d’Anjou et du Maine constituent une troupe qui poursuit Clarence ; les Écossais, qui campaient à Selles (Indre), font route à la rencontre de Clarence, bientôt rejoints par quelques milliers de Languedociens et Gascons qui cantonnaient à Aubigny. Les Angevins sont placés en avant-poste à Vieil-Baugé, le reste de l’armée campant à La Lande-Chasles.

## Déroulement de la bataille

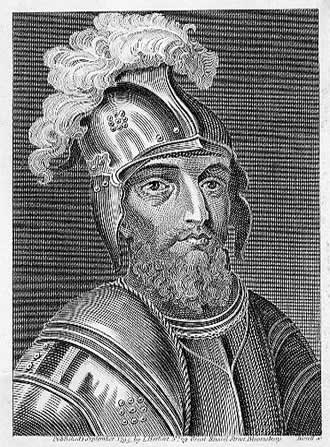
Portrait imaginaire de John Stuart, comte de Buchan (gravure, fin du XVIIIe siècle).

L’armée du Dauphin est menée, pour les Écossais, par John Stuart, comte de Buchan, et pour les Français, par le chambellan du dauphin, Motier de Lafayette.
Les forces de Clarence sont en partie dispersées, les archers s'étant ainsi éloignés pour piller les alentours. Une escarmouche a lieu entre un parti français envoyé en reconnaissance et les Anglais, qui font des prisonniers. Un chevalier écossais est capturé et amené au duc de Clarence qui apprend ainsi qu’une force de 5 000 Franco-Écossais se trouve non loin de là. Environ une heure avant le coucher du soleil, il décide de profiter de l’effet de surprise et d’attaquer avec sa seule cavalerie sans attendre le reste de son armée, principalement les archers.
Ses troupes se composent seulement de 1 500 hommes. Le premier affrontement a lieu sur le pont au-dessous de Vieil-Baugé, défendu par Jean de Fontaine, capitaine du Mans (son frère Guérin de Fontaine, écuyer, est une des seules victimes de la bataille côté franco-angevin). Le duc de Clarence parvient néanmoins à les déborder, mais le pont, endommagé, l’oblige à franchir le Couesnon en crue, ce qui lui pose des difficultés et sa troupe s’étire. Quand il parvient au Vieux--Baugé, les Angevins se barricadent dans l’église et bombardent du clocher les Anglais à coups de pierres, dont ils avaient fait provision. Le reste des troupes françaises, qui jouait à la paume, arrive en désordre, armures incomplètes. Du côté anglais, les combattants arrivent eux aussi petit à petit au village et se jettent immédiatement dans la bataille. Néanmoins, le combat tourne au carnage pour les troupes anglaises, qui finissent par se retirer. Les Français, mal équipés, ne font pas de poursuite.
Ce combat est typique des batailles de la guerre de Cent Ans, menées dans le plus complet désordre, où « ni d'un côté ni de l’autre on ne fit le moindre effort d’intelligence ».

## Bilan
Les pertes sont lourdes côté anglais : le duc de Clarence, le comte Tancarville, le comte Riddisdale, comte Kyme, le baron Jean (ou John) Lumley, le baron de Ros sont tués, ainsi que 1000 combattants du côté anglais. De plus, les Français font encore 500 prisonniers, dont le comte d'Exeter, ceux de Somerset et de Huntingdon. Olivier Bouzy estime les pertes anglaises à 2 ou 3 000 tués. Les pertes franco-écossaises sont, elles, minimes.

## Suites
Dans la nuit, le comte de Salisbury effectue la retraite vers la Normandie avec le reste de l’armée.
La bataille renverse temporairement l’équilibre des forces, mais aucune action militaire n’est entreprise par le Dauphin dans les deux mois qui suivent. Il se content de déplacer son armée à Sablé, où il rencontre le duc Jean V de Bretagne qui signe une alliance avec lui le 8 mai et l’accompagne dans sa campagne. Le Dauphin entre au Mans sans combattre, et Buchan remporte une victoire sur les Anglais à Alençon. Mais les hésitations de la campagne permettent à Henri V d’Angleterre de revenir sur le continent avec près de 30 000 hommes et de lancer Salisbury sur la Mayenne, de récupérer quelques places pendant que les Français piétinent, indécis. À l’automne, l’équilibre des forces est rétabli et on revient au statu quo ante.
Jean Stuart de Darnley, connétable d'Écosse, est récompensé de sa participation à la bataille de Baugé par la seigneurie de Concressault, près de Sancerre. Il devient aussi seigneur d'Aubigny-sur-Nère en mars 1423. 
Quant au comte écossais John Stuart de Buchan, il reçoit du dauphin Charles l'épée de Connétable de France en avril 1424.

## Anecdote
Certains historiens affirment que les Écossais présents à la bataille de Baugé auraient assisté à une partie de chôle et auraient ensuite importé ce jeu en Écosse.

## Peinture
- Le peintre Alfred de Dreux a peint une œuvre intitulée La bataille de Baugé en 1839[18].